# アストロライナー7
アストロライナー7（ASTRO LINER セブン）とは、1998年に山佐から発売されたパチスロ機である。1988年に発売された2-1号機「アストロライナー」のリメイク機。

## 概要
- パチスロ新基準対応機。
  - 新基準とは4号機の規制解釈の緩和によりそれまでよりも自由度の高いゲーム性が実現されたものである。大量獲得機やサブ基板搭載機が認められたほか、有効ラインの増加やストック機等も可能となった。
- この機種は有効ラインを従来の5から7に増加したことで、従来機よりも大当たり確率が高くなっている。
- 同時期にドクターA7も登場。他メーカーからはラインズセブン（ネット）、レインボークエスト（アルゼ）等も登場し注目を浴びる。

## ゲーム性
- 通常の5ラインに加えて上・中・上、下・中・下の2ラインが追加されている7ライン機である。このラインでも小役やリプレイ、ボーナスが普通に揃う。
- リーチ目でボーナスを察知する一般的なAタイプである。7ラインの特性を生かし、BIG確率は最低設定で240分の1、最高設定で197分の1となっている。ただしコイン持ちは良くない。
- リーチ目はボーナス図柄の7、機関車、BARの組み合わせが基本だが、山佐らしくマニアックな形も多い。また、0枚役のステーション図柄が一直線または追加ラインに並ぶとリーチ目。左リールには7、BAR、機関車が並んでいるところがあり、そこが止まれば1リール確定のリーチ目である。

## ボーナス確率・機械割
| 設定 | BIG      | REG      | 機械割 |
| ---- | -------- | -------- | ------ |
| 1    | 1/240.94 | 1/468.11 | 94.6%  |
| 2    | 1/230.76 | 1/468.11 | 97.3%  |
| 3    | 1/221.41 | 1/468.11 | 100.0% |
| 4    | 1/212.78 | 1/468.11 | 102.7% |
| 5    | 1/204.8  | 1/468.11 | 105.4% |
| 6    | 1/197.40 | 1/468.11 | 108.1% |

※   機械割はメーカー発表のもの